# Christoph Liebich
Christoph Liebich, także Christof Liebich (ur. 9 października 1783 w Falkenberg, zm. 11 stycznia 1874 w Pradze) – czeski leśnik i naukowiec.

## Życiorys
Liebich urodził się w niewielkim miasteczku Falkenberg, dzisiejszym Niemodlinie koło Opola. Ukończył Gimnazjum w Nysie, a następnie Królewską Oberbauschule we Wrocławiu, gdzie zdał egzamin na geodetę i zarządcę lasu. Po trzech latach praktyki leśnej trafił do szkoły leśnej Heinricha Cotty to jest Królewsko-Saksońskiej Akademii Leśnictwa w Zillbach (Cottasche Forstinst.) z osobistego polecenia księcia Hohenlohe-Ingelfingena, a później - do 1813 r. - kontynuował naukę w Akademii Leśnej Tharand. Następnie został kameralnym inżynierem leśnym we Lwowie. Sporządził tam ogólną mapę Galicji. Później kontynuował pracę w Pradze. Około 1821 r., po sprzedaży majątku państwowego, został zwolniony ze służby. Jego zatrudnienie na usługach domeny nie powiodło się głównie z powodu niepraktycznego kierownictwa, ale także przez wojowniczość samego Liebicha. 
Liebich, posiadający tytuł leśniczego, rozpoczął karierę jako autor wielu tekstów naukowych. Habilitował się na Politechnice w Pradze, gdzie pracował jako wykładowca leśnictwa. Był także redaktorem kilku pism branżowych, m.in. Der aufmerksame Forstmann (1825-1831), das Allgemeine Forst-, Jagd- und Seidenbaujournal (1831-1837) oraz Organ für die Reformation des Waldbaues. 

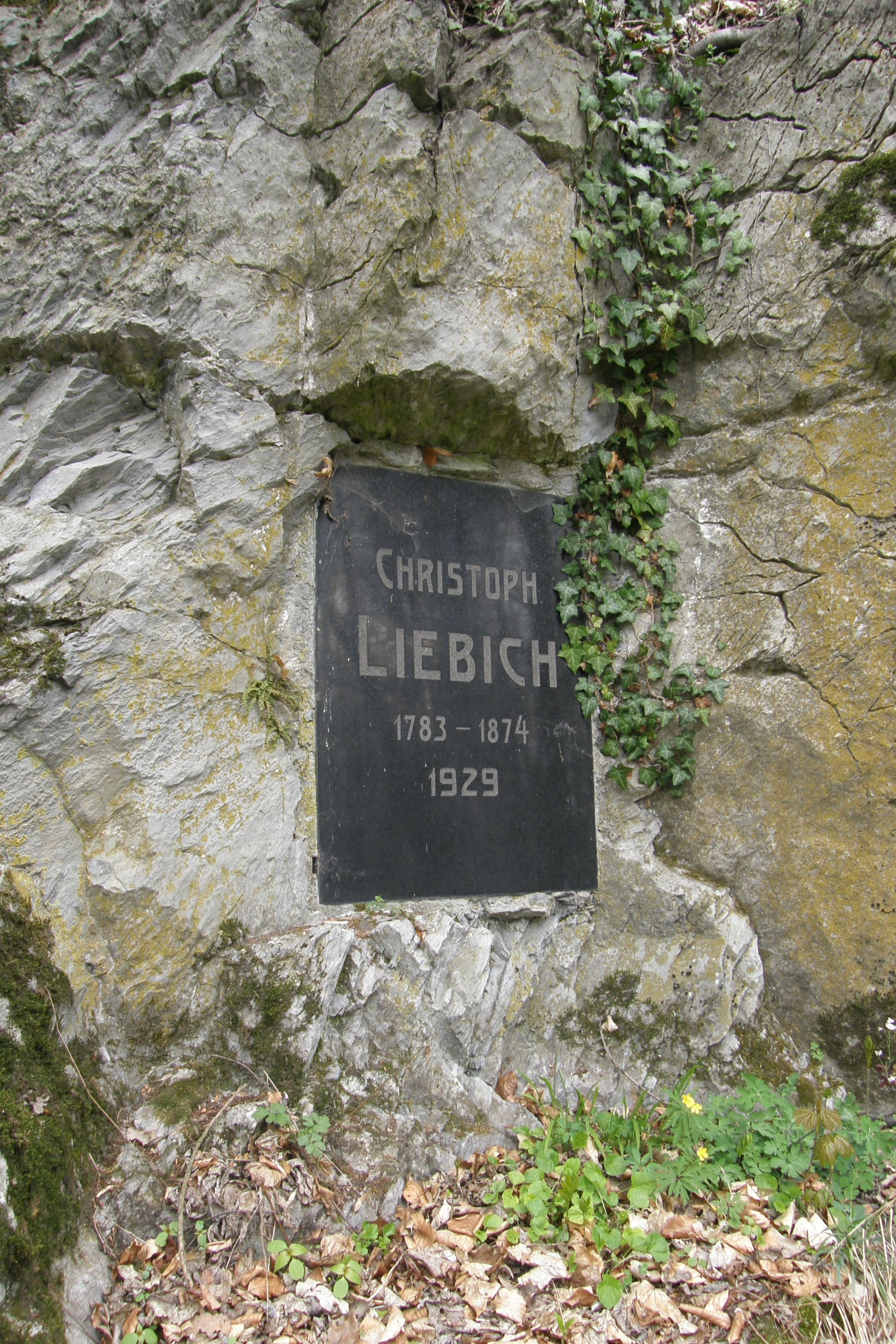
Pamiątkowa płyta Liebicha w czeskiej gminie Olomučany

Uważany był za walecznego naukowca zajmującego się leśnictwem, prowadził skromne i wycofane życie i określał siebie jako reformatora hodowli lasu. Drugą połowę życia spędził w bardzo kiepskich warunkach. Przez przeciwników nazywany był austriackim leśnym Don Kichotem. Zdarzało się, że zimą kiedy często brakowało mu środków na opał i z powodu osobistej dumy uparcie odmawiał wsparcia ze strony przyjaciół. Większą część dnia spędzał na pisaniu w łóżku. Niemniej jednak, przyzwyczajony do ubóstwa i abstynencji od najmłodszych lat, dożył 92 lat. 
Liebich był w swoim czasie jedną z najbardziej znanych osobistości w środowisku leśnym ze względu na oryginalność pomysłów i zapał, z jakim je bronił. Różni właściciele ziemscy konsultowali się z nim w sprawach leśnych i ogólnie nazywano go „Forstrath”. W jego pismach nie brakowało nowych idei i sugestii reformatorskich. Hodowla lasu, którą promował według swojego pomysłu, opierała się na praktycznym doświadczeniu. Wyznawców leśnych idei Liebicha nazywano „szkołą praską”. Choć początkowo nowe pomysły na leśnictwo wywołały wielkie zainteresowanie, to wkrótce zostały one zapomniane. 

## Prace
- Der aufmerksame Forstmann oder das Neueste und Bemerkenswerteste aus dem Forst- und Jagdfache, 4 Bände, Enders, Prag 1820–1831.
- Die Forstbetriebs-Regulirung, mit Rücksicht auf das Bedürfniß unserer Zeit, Haase, Prag 1836.
- Die Reformation des Waldbaues im Interesse des Ackerbaues, der Industrie und des Handels, 2 Bände, Malleschitz-Prager Seidenbau-Anstalt, Prag 1844–1845.
- Organ für die Reformation des Waldbaues, 2 Bände, Prag 1846–1851.
- Compendium der Forstwissenschaft, Braumüller, Wien 1854.
- Compendium der Jagdkunde, Braumüller, Wien 1855.
- Die Forstwissenschaft nach der Prager Lehre, Braumüller, Wien 1859.
- Der Maulbeerbaum als Waldbaum und als Grundlage des deutsch-österreichischen Seidenbaues, Braumüller, Wien 1859[3].

## Upamiętnienie
W Niemodlinie, niedaleko zamkowego stawu w 2017 roku postawiono drewnianą rzeźbę Liebicha. W czeskiej gminie Olomučany znajduje się pamiątkowa płyta poświęcona pamięci leśnika. Natomiast w rezerwacie przyrody Voděradské bučiny niedaleko miasta Černé Voděrady w powiecie Praga-Wschód, ustawiony został pamiątkowy obelisk poświęcony pamięci leśniczego. 